# Blattella vaga
Blattella vaga är en kackerlacksart som beskrevs av Morgan Hebard 1935. Blattella vaga ingår i släktet Blattella och familjen småkackerlackor. Inga underarter finns listade.

## Beskrivning
Arten har en ljusbrun till olivgrön kropp med två svarta längsstrimmor som löper parallellt på ryggskölden. Den är lik den nära släktingen tysk kackerlacka med samma tillplattade, ovala kropp som denna, men Blattella vaga är mindre, med en längd på 8,5 till 11,5 millimeter.

## Ekologi
Arten är främst dagaktiv och lever utomhus bland kärlväxter. När det är mörkt kan den söka sig till ljuskällor. Den gömmer sig gärna under stenar, dött växtmaterial, jordkokor och liknande. Kackerlackan föredrar en viss fuktighet, och kan söka sig inomhus under torra klimatförhållanden. Den äter främst växtmaterial, men kan även ta små leddjur.

## Utbredning
Blattella vaga förekommer primärt i Indien, Afghanistan, Pakistan och Sri Lanka, men har införts till Mexiko och sydvästra USA (Texas till Kalifornien).